# 扎里奇涅 (波克羅夫西克區)
48°2′29″N 36°5′52″E / 48.04139°N 36.09778°E
扎里奇涅（烏克蘭語：Зарічне），是烏克蘭的村落，位於該國中部第聶伯羅彼得羅夫斯克州，由波克羅夫西克區負責管轄，處於沃夫恰河左岸，距離基羅夫卡0.5公里，始建於1850年，面積0.2平方公里，海拔高度76米，2021年人口155。